# Kochiura casablanca
Espèce
Synonymes
- Anelosimus casablanca Levi, 1963

Kochiura casablanca est une espèce d'araignées aranéomorphes de la famille des Theridiidae.

## Distribution
Cette espèce est endémique du Chili.

## Étymologie
Son nom d'espèce lui a été donné en référence au lieu de sa découverte, Casablanca.

## Publication originale
- Levi, 1963 : The American spiders of the genus Anelosimus (Araneae, Theridiidae). Transactions of the American Microscopical Society, vol. 82, p. 30-48.